# Boone Jenner
Pour les articles homonymes, voir Jenner.
Boone Robert Kenneth Jenner (né le 15 juin 1993 à London en Ontario au Canada) est un joueur professionnel canadien de hockey sur glace. Il évolue au poste de centre et d'ailier gauche avec les Blue Jackets de Columbus dans la Ligue nationale de hockey (LNH).

## Biographie

### Carrière junior
Il fait ses débuts dans la LHO lors de la saison 2009-2010 avec les Generals d'Oshawa. Au terme de sa deuxième saison, il est repêché par les Blue Jackets de Columbus au repêchage d'entrée de 2011 dans la Ligue nationale de hockey en deuxième ronde en tant que 37e joueur choisi au total. 

### Carrière professionnelle
Il fait ses débuts chez les professionnels en 2011-2012 avec les Falcons de Springfield, club-école des Blue Jackets dans la Ligue américaine de hockey. 
Il fait ses débuts avec les Blue Jackets lors de la saison 2013-2014 et joue ses premiers matchs au cours des séries éliminatoires de la Coupe Stanley 2014 alors que son équipe se fait éliminer au premier tour par les Penguins de Pittsburgh.

## Parenté dans le sport
Il est le neveu du joueur de hockey, vainqueur de 4 Coupe Stanley, Billy Carroll. Son frère ainé, Leo, a joué 5 saisons dans la LHO avec les Whalers de Plymouth.

## Statistiques

### En club
| Saison     | Équipe                   | Ligue      |     | Saison régulière | Saison régulière | Saison régulière | Saison régulière | Saison régulière |   | Séries éliminatoires | Séries éliminatoires | Séries éliminatoires | Séries éliminatoires | Séries éliminatoires |
| Saison     | Équipe                   | Ligue      | PJ  | B                | A                | Pts              | Pun              | PJ               | B | A                    | Pts                  | Pun                  |                      |                      |
| 2009-2010  | Generals d'Oshawa        | LHO        | 65  | 19               | 30               | 49               | 91               | -                | - | -                    | -                    | -                    |                      |                      |
| 2010-2011  | Generals d'Oshawa        | LHO        | 63  | 25               | 41               | 66               | 57               | 10               | 7 | 5                    | 12                   | 14                   |                      |                      |
| 2011-2012  | Generals d'Oshawa        | LHO        | 43  | 22               | 27               | 49               | 59               | 6                | 4 | 7                    | 11                   | 10                   |                      |                      |
| 2011-2012  | Falcons de Springfield   | LAH        | 5   | 1                | 0                | 1                | 2                | -                | - | -                    | -                    | -                    |                      |                      |
| 2012-2013  | Generals d'Oshawa        | LHO        | 56  | 45               | 37               | 82               | 58               | 9                | 2 | 6                    | 8                    | 8                    |                      |                      |
| 2012-2013  | Falcons de Springfield   | LAH        | 5   | 3                | 1                | 4                | 0                | 8                | 2 | 3                    | 5                    | 8                    |                      |                      |
| 2013-2014  | Blue Jackets de Columbus | LNH        | 72  | 16               | 13               | 29               | 45               | 6                | 2 | 3                    | 5                    | 4                    |                      |                      |
| 2014-2015  | Blue Jackets de Columbus | LNH        | 31  | 9                | 8                | 17               | 12               | -                | - | -                    | -                    | -                    |                      |                      |
| 2015-2016  | Blue Jackets de Columbus | LNH        | 82  | 30               | 19               | 49               | 77               | -                | - | -                    | -                    | -                    |                      |                      |
| 2016-2017  | Blue Jackets de Columbus | LNH        | 82  | 18               | 15               | 33               | 52               | 5                | 2 | 1                    | 3                    | 14                   |                      |                      |
| 2017-2018  | Blue Jackets de Columbus | LNH        | 75  | 13               | 19               | 32               | 39               | 6                | 1 | 2                    | 3                    | 4                    |                      |                      |
| 2018-2019  | Blue Jackets de Columbus | LNH        | 77  | 16               | 22               | 38               | 42               | 10               | 1 | 2                    | 3                    | 2                    |                      |                      |
| 2019-2020  | Blue Jackets de Columbus | LNH        | 70  | 11               | 13               | 24               | 36               | 10               | 1 | 0                    | 1                    | 4                    |                      |                      |
| 2020-2021  | Blue Jackets de Columbus | LNH        | 41  | 8                | 9                | 17               | 6                | -                | - | -                    | -                    | -                    |                      |                      |
| 2021-2022  | Blue Jackets de Columbus | LNH        | 59  | 23               | 21               | 44               | 22               | -                | - | -                    | -                    | -                    |                      |                      |
| 2022-2023  | Blue Jackets de Columbus | LNH        | 68  | 26               | 19               | 45               | 51               | -                | - | -                    | -                    | -                    |                      |                      |
| 2023-2024  | Blue Jackets de Columbus | LNH        | 58  | 22               | 13               | 35               | 28               | -                | - | -                    | -                    | -                    |                      |                      |
| Totaux LNH | Totaux LNH               | Totaux LNH | 715 | 192              | 172              | 364              | 410              | 37               | 8 | 7                    | 15                   | 28                   |                      |                      |

### En équipe nationale
Il représente le Canada au niveau international.
| Année | Compétition                 |    | PJ | B | A | Pts | Pun                |  | Résultat |
| 2012  | Championnat du monde junior | 5  | 0  | 2 | 2 | 29  | Médaille de bronze |  |          |
| 2013  | Championnat du monde junior | 3  | 0  | 0 | 0 | 2   | 4e place           |  |          |
| 2016  | Championnat du monde        | 10 | 2  | 2 | 4 | 4   | Médaille d'or      |  |          |

## Trophées et honneurs personnels

### Ligue nationale de hockey
- 2023-2024 : participe au 68e Match des étoiles